# Phippsiella minima
Phippsiella minima är en kräftdjursart som beskrevs av Knud Hensch Stephensen 1925. Phippsiella minima ingår i släktet Phippsiella och familjen Stegocephalidae. Inga underarter finns listade i Catalogue of Life.